# 神鋼物流
神鋼物流株式会社（しんこうぶつりゅう、英文名称KOBELCO LOGISTICS, LTD.）は、神戸製鋼所グループの物流子会社。

## 主な事業
- 内航輸送

社船、子会社所有船舶などを含め50隻を用いて、鉄鋼原料・製品やグループ外の貨物など年間1,200万トンの輸送を行う。
- 陸上輸送

鉄鋼・機械などの大型重量物の輸送が中心であるが、引越部門「ベルコン引越しセンター」により、オフィス・一般家庭の引越輸送も手がける。
- 港湾輸送

神鋼の製鉄所のある神戸港・東播磨港を中心に、鉄鋼原料・製品の陸揚げ・船積み・艀輸送などを行う。
- 構内輸送

神鋼の製鉄所内において、鉄鉱石・石炭などの製鉄原料、銑鉄や溶銑などの半製品、鋼板などの製品輸送を行う。
- 倉庫サービス

市川市、大阪市、横浜市、尼崎市の4ヶ所の直営サービスセンターの他、神鋼から委託を受けた71ヶ所のサービスセンターで、鉄鋼製品等の管理・保管・入出庫業務を行う。
- 国際一貫輸送

## 沿革
- 1954年10月 - 丸神海運株式会社設立
- 1964年 - 神鋼鋼材運輸の通関、海貨業務部門吸収
- 1968年 - 尼鉄海運と合併、神鋼海運株式会社に社名変更
- 2000年 - 神鋼陸運と合併、神鋼物流株式会社に社名変更
- 2002年 - 神鋼加古川港運と合併